# Großebersdorf
Großebersdorf è un comune austriaco di 2 203 abitanti nel distretto di Mistelbach, in Bassa Austria; ha lo status di comune mercato (Marktgemeinde).